# اندرو نیکلسون (ورزشکار)
اندرو نیکلسون (انگلیسی: Andrew Nicholson؛ زادهٔ ۱ اوت ۱۹۶۱) سوارکار اهل نیوزیلند است.